# ふないアクアパーク

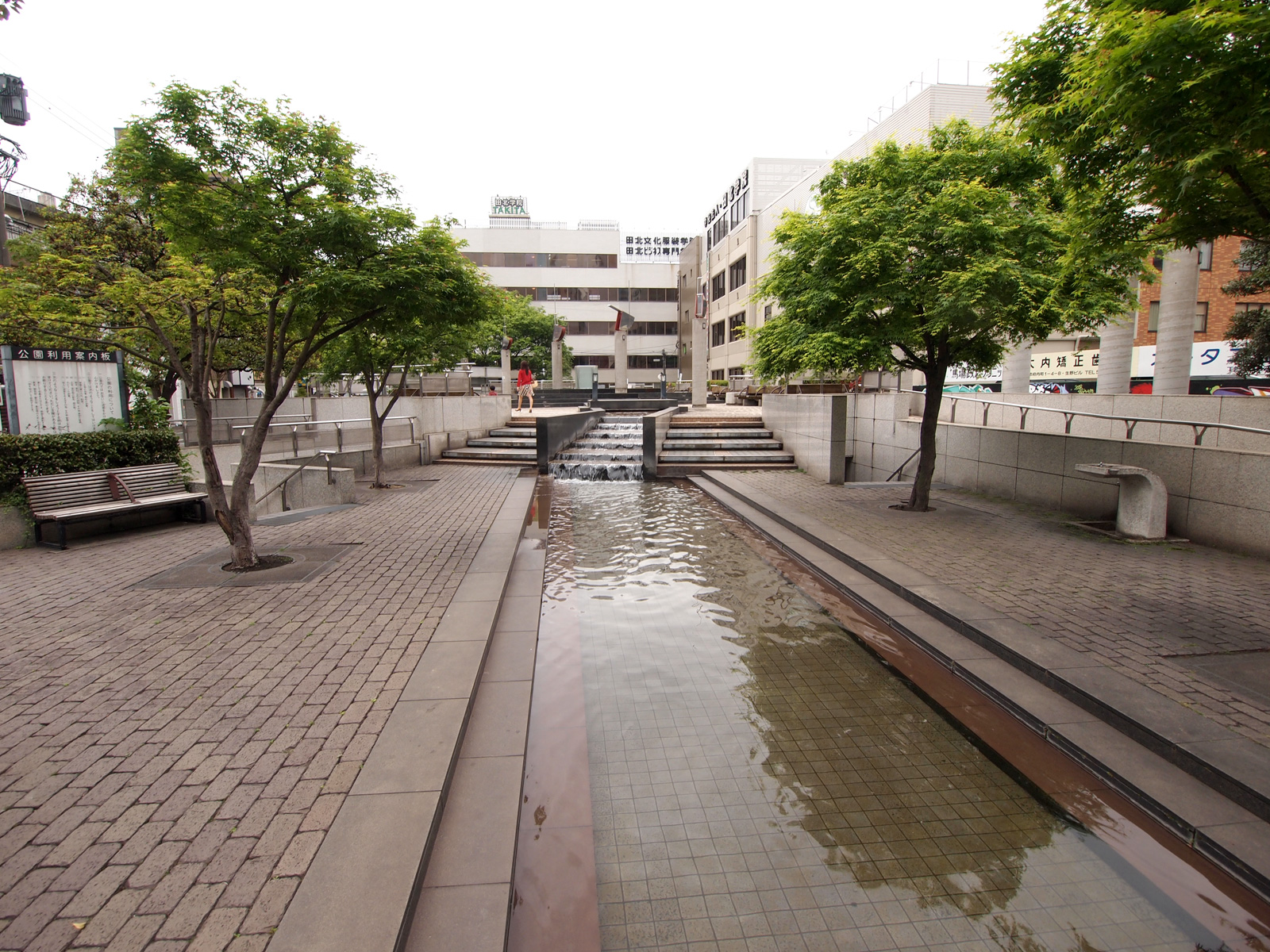
ふないアクアパーク園内

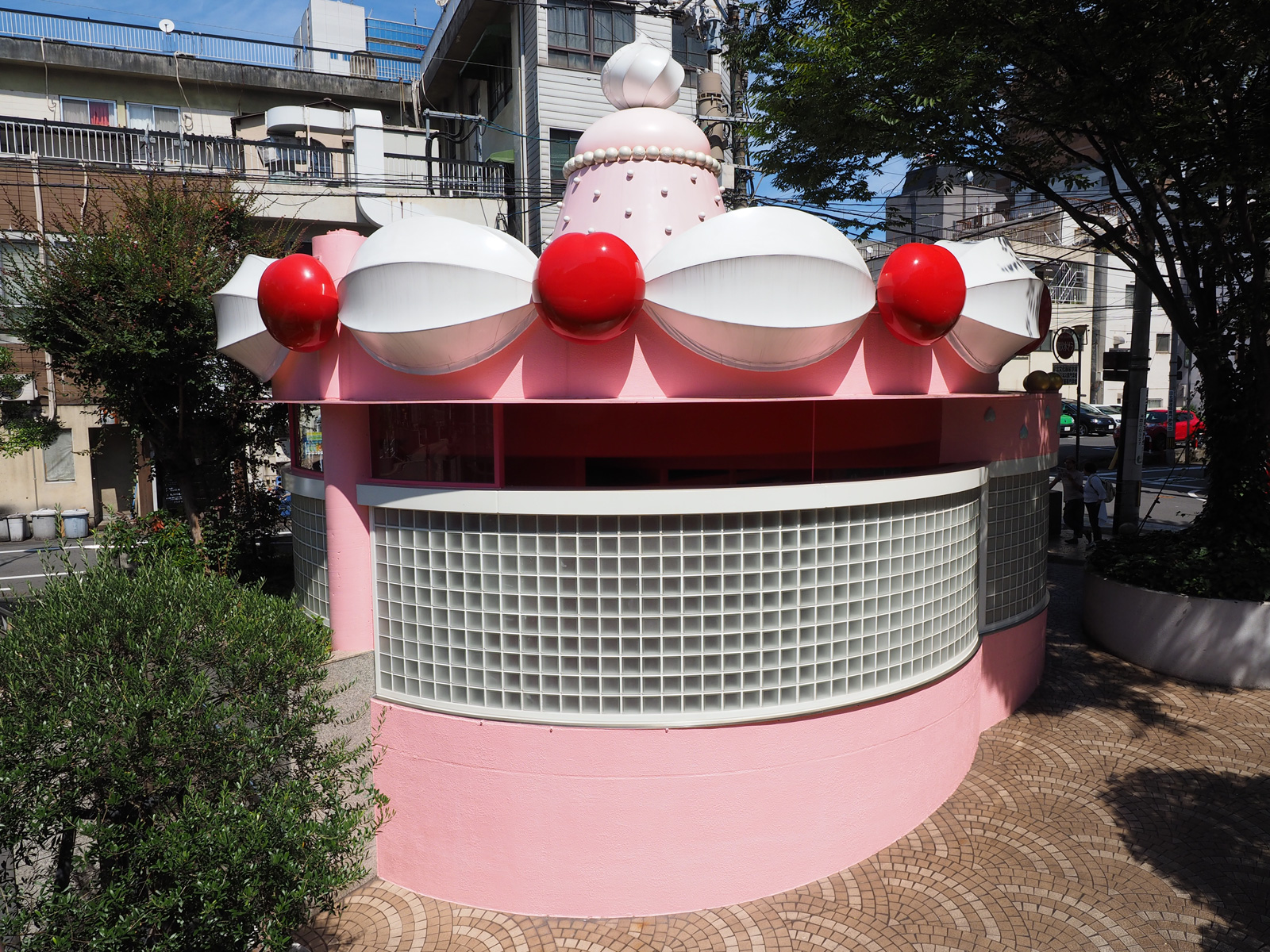
ふないアクアパーク公衆トイレ（おおいたトイレンナーレ参加作品）

ふないアクアパークは、大分県大分市府内町にある都市公園（街区公園）である。

## 概要
かつては若竹公園という名で、若松通り（現府内五番街商店街）沿いにあった。この旧所在地は1881年（明治14年）から1920年（大正9年）まで若宮八幡社があった場所で、若宮八幡社が上野町に遷座した後には若宮市場と呼ばれる商店街が形成されていた。しかし、この商店街は戦災で焼失し、1948年（昭和23年）、当時の大分市長上田保の発案で竹をテーマにした公園とされた。
その後、若松通りの商店街としての発展のため、公園を移転して跡地に若竹ビルを建設することとなり、若竹公園は1968年（昭和43年）2月29日に現在地に移転して開園した。
さらに、1993年（平成5年）に開始された大分市中心部の5つの公園のリフレッシュ事業のうちの第1弾として改装が行われ、1994年（平成6年）7月23日にふないアクアパークに改称してリフレッシュオープンした。面積2,362m2。
改装後の公園は、デザインコンペによって設計が行われたもので、水をテーマとしている。全体が東西に細長い長方形の敷地をした公園の中に、東西それぞれに方形の池が設けられ、その間を水路が結ぶ。この水は防火用水を兼ね、地下には駐輪場が設けられている。
2008年から、中央通り等とともに、年末年始のイルミネーションの主会場となっており、数万個の電球で彩られる。

## 交通
- JR九州日豊・久大・豊肥本線大分駅から徒歩10分。